# La forma segue la funzione

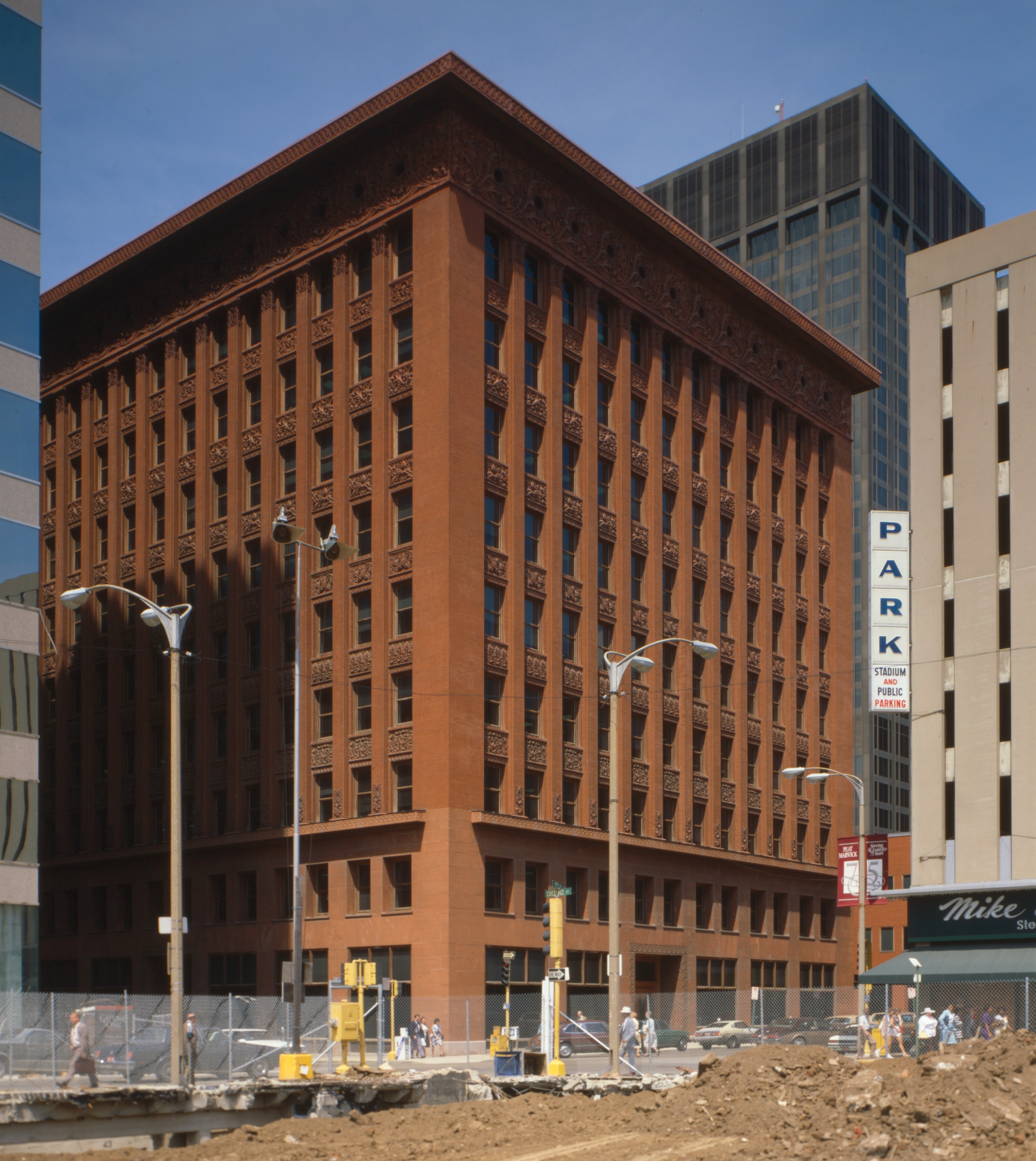
Il Wainwright Building in Saint Louis, progettato da Louis Sullivan e realizzato nel 1891: viene considerato l'emblema della sua massima "form follows function".

La forma segue la funzione è un principio di design associato all'architettura e al design industriale della fine del XIX e dell'inizio del XX secolo, che afferma che la forma di un edificio o oggetto dovrebbe principalmente relazionarsi alla sua funzione o scopo previsto.

## Origine
L'architetto Louis Sullivan coniò il motto, che riassume le teorie di Viollet-le-Duc:
Il motto è spesso erroneamente attribuito allo scultore Horatio Greenough (1805-1852), il cui pensiero precede in gran parte l'approccio funzionalista successivo all'architettura. Gli scritti di Greenough furono per molto tempo in gran parte dimenticati e furono riscoperti solo negli anni '30. Nel 1947, una selezione dei suoi saggi fu pubblicata come Form and Function: Remarks on Art by Horatio Greenough.  La prima formulazione dell'idea come "in architettura solo ciò che ha una funzione definita" non appartiene a un architetto, ma a un monaco Carlo Lodoli (1690-1761), che pronunciò la frase mentre era ispirato dal pensiero positivista (pubblicato dal suo allievo Francesco Algarotti nel 1657).
Sullivan era un contemporaneo molto più giovane di Greenough e ammirava pensatori razionalisti come Thoreau, Emerson, Whitman e Melville, così come lo stesso Greenough. Nel 1896, Sullivan coniò la frase in un articolo intitolato "The Tall Office Building Artistically Considered", sebbene in seguito attribuì l'idea centrale all'architetto, ingegnere e autore romano Marco Vitruvio Pollione, che per primo affermò nel suo libro De architectura che una struttura deve esibire le tre qualità di firmitas, utilitas, venustas - cioè deve essere solida, utile e bella.
Sullivan scrisse effettivamente "la forma segue sempre la funzione", ma la frase più semplice e meno enfatica è più ampiamente ricordata. Per Sullivan questa era una saggezza distillata, un credo estetico, l'unica "regola che non ammetterà eccezioni". La citazione completa è:
It is the pervading law of all things organic and inorganic, of all things physical and metaphysical, of all things human and all things superhuman, of all true manifestations of the head, of the heart, of the soul, that the life is recognizable in its expression, that form ever follows function. This is the law.»
È la legge pervasiva di tutte le cose organiche e inorganiche, di tutte le cose fisiche e metafisiche, di tutte le cose umane e di tutte le cose soprannaturali, di tutte le vere manifestazioni della testa, del cuore, dell'anima, che la vita è riconoscibile nella sua espressione, che la forma segue sempre la funzione. Questa è la legge.»
Sullivan sviluppò la forma dell'alto grattacielo d'acciaio nella Chicago della fine del XIX secolo in un momento in cui tecnologia, gusto e forze economiche convergevano e rendevano necessario rompere con gli stili stabiliti. Se la forma dell'edificio non doveva essere scelta dal vecchio libro di modelli, qualcosa doveva determinare la forma e, secondo Sullivan, sarebbe stato lo scopo dell'edificio. Quindi, "la forma segue la funzione", invece di "la forma segue il precedente". L'assistente di Sullivan, Frank Lloyd Wright, adottò e professò lo stesso principio in una forma leggermente diversa.

## Dibattito sulla forma
Nel 1910, l'architetto austriaco Adolf Loos tenne una conferenza intitolata "Ornamento e crimine" in reazione all'elaborato ornamento utilizzato dagli architetti della Secessione viennese. I modernisti adottarono l'argomento moralista di Loos così come la massima di Sullivan. Loos aveva lavorato come falegname negli Stati Uniti. Celebrava l'idraulica efficiente e gli artefatti industriali come i silos di mais e le torri d'acqua in acciaio come esempi di design funzionale.